# 테라사 (서비스)
테라사(TELASA)는 KDDI와 TV 아사히가 소유한 일본 구독 주문형 비디오(VOD) 서비스이다. 2012년 "au Video Pass"라고도 알려진 비디오 패스로 출시되었으며, 2020년 TELASA로 이름이 변경되었다.

## 역사
KDDI는 2012년 5월 15일에 월 590엔에 주문형 비디오 구독 서비스를 출시할 것이라고 발표했다. 비디오 패스라고 불리는 이 서비스는 au 스마트폰을 위해 특별히 설계되었다.
2014년 기준 비디오 패스는 구독 기반 주문형 비디오 서비스에 사용할 수 있는 타이틀이 약 1,000개에 달하고 새로 출시된 콘텐츠를 포함하여 대여할 수 있는 타이틀이 약 3,000개에 달한다.
2014년 6월 KDDI는 애니메이션 콘텐츠에 중점을 두고 월 400엔에 이용할 수 있는 가도카와와 협력하여 아니메 패스(Anime Pass)라는 별도의 구독형 주문형 비디오 서비스를 시작했다. 이 서비스는 비디오 패스와 달랐다.
2015년 8월 20일, KDDI와 TV 아사히는 비디오 패스에서 TV 아사히 콘텐츠를 독점적으로 배포하기 위한 사업 파트너십을 발표했다.
2016년 1월 12일, KDDI는 같은 해 4월 30일부터 아니메 패스를 중단한다고 발표했다. 대신 비디오 패스는 애니메이션 콘텐츠를 확장하고 현재 TV에서 방영되고 있는 애니메이션 프로그램의 후속 배포를 두 배 이상 늘린다. 비디오패스는 이미 나루토, 건담 시리즈 등 인기 애니메이션 타이틀을 제공해 왔으며 회원 중 약 40%가 애니메이션 콘텐츠를 시청하고 있는 것으로 알려졌다. 해당 장르는 플랫폼에서 가장 많이 조회된 장르 목록에서 지속적으로 상위권을 유지해 왔다.
KDDI는 2018년 8월 2일부터 au 가입자 이외의 사용자도 비디오 패스를 사용할 수 있도록 했다.
2019년 12월 12일, KDDI와 TV 아사히는 비디오 스트리밍 서비스를 처리하기 위한 합작 회사를 설립할 것이라고 발표했다. 합작회사는 2020년 3월까지 비디오 패스 사업을 승계할 예정이었다. 합작회사의 사장은 KDDI의 대표이사인 야마모토 타카시로 임명되었다.
닛폰 TV는 200만 명의 회원을 보유한 훌루 재팬(2019년 3월 기준)을 운영하고 후지 TV는 FOD를 운영하며 TBS 텔레비전과 TV 도쿄는 파라비(Paravi)를 운영하는 반면 TV 아사히는 자체 동영상을 배포할 플랫폼이 없었다. 이번 합작사업을 통해 TV아사히는 기존에 추진하지 않았던 정액요금제 비디오 서비스 사업에 진출하게 됐다. 두 회사가 힘을 합친 이유는 TV아사히 입장에서 KDDI가 이동통신사로서 사용자 기반을 갖고 있기 때문이다. 또한, 향후 영상유통 확대에 강점이 될 5G 기술도 보유하고 있다. KDDI 입장에서는 넷플릭스나 아마존 프라임 비디오에 비해 오리지널 콘텐츠가 적은 약점이 있다. 같은 이동통신사인 NTT 도코모는 400만명의 회원을 보유한 dTV를 운영하고 있다(2018년 6월 기준). 한편, 비디오패스는 2018년 회원수 100만 명을 돌파한 이후 성장에 어려움을 겪었다.
2020년 4월 7일, 비디오 패스는 TELASA로 브랜드가 변경되어 TV 아사히의 콘텐츠 스트리밍을 시작했다.